# Mehdi Lacen
Mehdi Gregory Giuseppe Lacen (París, Francia, 15 de marzo de 1984), conocido simplemente como Mehdi Lacen, es un exfutbolista franco-argelino.Se encuentra retirado.

## Trayectoria
Medhi Lacen llegó a la La Liga en 2005 procedente de la división National (D3) (equivalente a la 2ªB española) francesa, concretamente del ASOA Valence. Anteriormente jugó en el Stade Laval (2004). Rechazó ofertas de varios clubes franceses y finalmente fichó por el Deportivo Alavés, de la mano de Piterman, por entonces en segunda división. 
Debutó en primera división el 15 de octubre de 2005, en el partido Alavés 1 - 1 Villarreal. Disputó un total de 19 encuentros en esa temporada. El equipo descendió a Segunda División.
Al año siguiente, pese a la inestabilidad reinante en el club vitoriano, Lacen fue, junto al capitán Astudillo, uno de los jugadores más destacados, disputando 31 partidos, 21 de ellos como titular. 
El 14 de agosto de 2008 se hizo público su fichaje por el Racing de Santander por tres temporadas. Debutó con el Racing el 31 de agosto en un partido contra el Sevilla FC. 
Marcó su primer gol con el Racing de Santander el 7 de enero de 2009 en el partido de Copa del Rey de ida frente al Valencia, en el Sardinero.
El 20 de junio de 2011 se hizo oficial su fichaje por cuatro temporadas por el Getafe Club de Fútbol tras quedar libre de ficha de su anterior club. Fue el último jugador en marcarle un gol a Iker Casillas como portero del Real Madrid, el 23 de mayo de 2015. En enero de 2018 fichó por el Málaga donde estuvo 2 temporadas hasta retirarse.

## Selección nacional
El 2 de junio de 2014 fue convocado para representar a Argelia en la Copa Mundial de Fútbol de 2014.

### Participaciones en Copas del Mundo
| Mundial                        | Sede      | Resultado        |
| ------------------------------ | --------- | ---------------- |
| Copa Mundial de Fútbol de 2010 | Sudáfrica | Fase de grupos   |
| Copa Mundial de Fútbol de 2014 | Brasil    | Octavos de final |

## Clubes
- Actualizado el 3 de febrero de 2020.

| Club                  | País    | Temporada | Encuentros disputados | Goles |
| --------------------- | ------- | --------- | --------------------- | ----- |
| Stade Laval           | Francia | 2003-2004 | 5                     | 0     |
| Valence               | Francia | 2004-2005 | 35                    | 0     |
| Deportivo Alavés      | España  | 2005-2006 | 20                    | 0     |
| Deportivo Alavés      | España  | 2006-2007 | 37                    | 0     |
| Deportivo Alavés      | España  | 2007-2008 | 36                    | 0     |
| Racing de Santander   | España  | 2008-2009 | 41                    | 1     |
| Racing de Santander   | España  | 2009-2010 | 39                    | 3     |
| Racing de Santander   | España  | 2010-2011 | 34                    | 1     |
| Getafe C.F.           | España  | 2011-2012 | 34                    | 1     |
| Getafe C.F.           | España  | 2012-2013 | 23                    | 0     |
| Getafe C.F.           | España  | 2013-2014 | 24                    | 0     |
| Getafe C.F.           | España  | 2014-2015 | 31                    | 2     |
| Getafe C.F.           | España  | 2015-2016 | 20                    | 0     |
| Getafe C.F.           | España  | 2016-2017 | 35                    | 1     |
| Málaga Club de Fútbol | España  | 2017-2018 | 19                    | 0     |
| Málaga Club de Fútbol | España  | 2018-2019 | 14                    | 0     |

## Honores individuales
- Mejor jugador de la división D3 francesa (2004 - 2005).